# Каньете, Адольфино
Адольфи́но Канье́те Аску́рра (исп. Adolfino Cañete Azcurra; родился 13 сентября 1957) — парагвайский футболист, нападающий. Участник ЧМ 1986.

## Биография
Каньете начал выступления за клуб «Хенераль Кабальеро» из Себальос-Куэ, оттуда он решил попробовать свои силы в клубе «Гуарани» из Асунсьона. Каньете, уже играющий за взрослые команды игрок, первоначально был отправлен в молодёжный состав команды. Он дебютировал во взрослом футболе в матче со «Спортиво Лукеньо», в котором команда победила 1:0. «Гуарани» вместе с Каньете выиграл 7 матчей подряд, но в седьмой игре Адольфино порвали мениск в матче со «Серро Портеньо» (это сделал игрок Фернандо Рока). Игра Каньете настолько запомнилась болельщикам, что предприниматель Эпифанио Рохас взял на себя расходы по лечению игрока.
После «Гуарани» Каньете играл за «Ривер Плейт» вместе с Тито Верой, Адольфо Лассарини и другими. Отсюда в 1977 году Каньете перешёл в «Соль де Америка», клуб дивизиона B чемпионата Парагвая. Там показывающего отличную игру Каньете заметил «Феррокарриль Оэсте», и вскоре игрок раскрылся во всей красе, выиграв 1982 и 1984 чемпионат Аргентины. Впоследствии Каньете играл под номером 10, в том числе и в сборной, став одним из лучших парагвайских диспетчеров.
Каньете женат на Маргарите Паредес, у него три дочери — Карен Диана, Джессика Аманда и Лорена Фабиола.

## Титулы
- Чемпион Аргентины (2): 1982 (Насьональ), 1984 (Насьональ)